# Gonocormus ruwenzoriensis
Gonocormus ruwenzoriensis là một loài thực vật có mạch trong họ Hymenophyllaceae. Loài này được (Taton) Pic. Serm. miêu tả khoa học đầu tiên năm 1968.